# Батлер, Джеймс, 1-й маркиз Ормонд

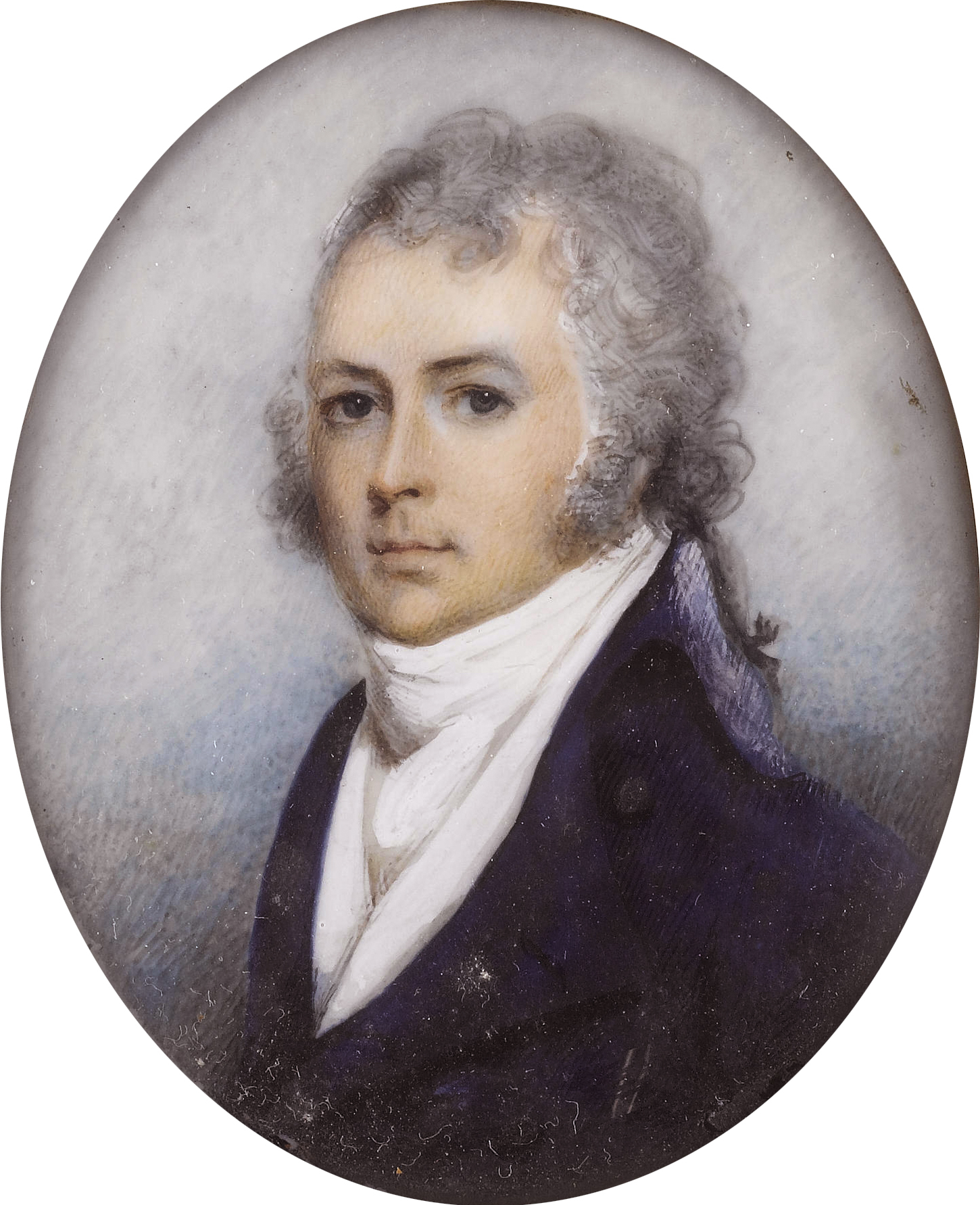
Джеймс Уондесфорд Батлер, 1-й маркиз Ормонд (1777—1838)

Джеймс Уондесфорд Батлер (англ. James Wandesford Butler, 1st Marquess of Ormonde; 15 июля 1777 — 18 мая 1838) — ирландский аристократ и политик, 19-й граф Ормонд (1820—1838), 1-й барон Батлер (1821—1838) и 1-й маркиз Ормонд (1825—1838).

## Биография
Родился 15 июля 1777 года. Второй сын Джона Батлера, 17-го графа Ормонда (1740—1795), и леди Фрэнсис Сьюзен Элизабет Уондесфорд (ум. 1830), дочери Джона Уондесфорда, 1-го графа Уондесфорда.
Получил образование в Итонском колледже (Виндзор, Беркшир, Англия). В 1796 году Джеймс Батлер был избран депутатом Ирландской палаты общин от города Килкенни, оне не занял своё место и вышел в отставку через три месяца. В 1796—1801 годах он был членом Ирландской палаты общин от
графства Килкенни. В 1801 году после принятия акта об унии Джеймс Батлер стал членом Палата общин Великобритании от графства Килкенни до 1820 года.
10 августа 1820 года после смерти своего старшего брата Уолтера Батлера, 1-го маркиза Ормонда и 18-го графа Ормонда (1770—1820), не имевшего детей, Джеймс Батлер унаследовал титул 19-го графа Ормонда (Пэрство Ирландии). Также он получил титулы 13-го графа Оссори и 11-го виконта Терлса.
Был членом модного общества в Лондоне, компаньон принца-регента Георга. В 1821 году он стал кавалером Ордена Святого Патрика.
17 июля 1821 года на коронации короля Великобритании Георга IV Джеймсу Батлеру был пожалован титул 1-го барона Батлера из Ллантони в графстве Монмутшир (Пэрство Соединённого королевства). 29 октября 1825 года он получил титул 1-го маркиза Ормонда в системе Пэрства Ирландии.
Джеймс Батлер занимал должности вице-адмирала Лейнстера, лорда-лейтенанта графства Килкенни (1831—1838), адъютанта милиции короля Вильгельма IV (1832—1837), полковника милиции Килкенни и адъютанта милиции королевы Виктории (1837—1838).
18 мая 1838 года Джеймс Батлер, 1-й маркиз Ормонд, скончался в возрасте 60 лет. Его титулы и поместья унаследовал его старший сын, Джон Батлер, 2-й маркиз Ормонд.

## Брак и дети
12 октября 1807 года Джеймс Батлер женился на Грейс Луизе Стейплс (ум. 3 мая 1860), второй дочери ирландского политика Джона Стейплса (1736—1820), и достопочтенной Генриетты Молсворт (1774—1813). У них родилось пять сыновей и пять дочерей:
- Джон Батлер, 2-й маркиз Ормонд (24 августа 1808 — 25 сентября 1854), женат на Фрэнсис Джейн Пэджет, дочери генерала сэра Эдварда Пэджета
- лорд Уолтер Уондесфорд Батлер (14 января 1814 — 18 июля 1861), офицер британской армии
- капитан лорд Джеймс Уондесфорд Батлер (18 мая 1815 — 13 декабря 1893), женат на леди Рейчел Эвелин Рассел, дочери 6-го герцога Бедфорда
- лорд Ричард Молсворт Батлер (ум. 13 апреля 1863)
- лорд Чарльз Уондесфорд Батлер  (7 февраля 1820 — 30 октября 1857)
- леди Гарриет Элеонор Батлер (ум. 28 сентября 1885), вышла замуж за Роберта Фаулера (1797—1863), сына преподобного Роберта Фаулера, епископа Оссори
- леди Энн Батлер (ум. 17 ноября 1849), муж — Джон Уинн (1801—1865) из Хазелвуд-хауса в Слайго
- леди Луиза Грейс Батлер (18 июля 1816 — 8 ноября 1896), вышла замуж за Томаса Фортескью, 1-го барона Клермонта[англ.] (1815—1887)
- леди Элизабет Батлер (ум. 1 октября 1892)
- леди Мэри Шарлотта Батлер (ум. 20 октября 1840).